# Powstanie w Sobiborze
Powstanie w Sobiborze, zwane również buntem w Sobiborze lub ucieczką z Sobiboru – wystąpienie i zbiorowa ucieczka więźniów, do której doszło 14 października 1943 roku w niemieckim nazistowskim obozie zagłady w Sobiborze.
Obozowa konspiracja w Sobiborze zawiązała się w połowie 1943 roku, jednak dopiero we wrześniu tegoż roku, gdy w obozie osadzono grupę żołnierzy Armii Czerwonej narodowości żydowskiej, których przywódcą był por. Aleksandr „Sasza” Pieczerski, przygotowania do buntu nabrały realnych kształtów. 14 października 1943 roku spiskowcy niepostrzeżenie zabili dwunastu niemieckich esesmanów. Na skutek splotu kilku wydarzeń nie zdołali jednak opanować bramy głównej, a kilkuset więźniów zaskoczonych wybuchem powstania przystąpiło do chaotycznej ucieczki przez obozowe ogrodzenie. Spośród około 500–600 Żydów, którzy tego dnia przebywali w Sobiborze, do pobliskiego lasu zdołała zbiec blisko połowa.
Liczbę uczestników powstania, którym udało się przeżyć wojnę, historycy szacują na około 40–70 osób.

## Geneza
Obóz w Sobiborze był jednym z trzech ośrodków zagłady utworzonych przez Niemców w ramach akcji „Reinhardt”. Rozpoczął działalność w maju 1942 roku; prowadzono w nim eksterminację ludności żydowskiej. Z szacunków Roberta Kuwałka wynika, że liczba ofiar Sobiboru sięgnęła 170–180 tys. osób.
Niemcy od samego początku zakładali, że wszystkie prace fizyczne w obozach zagłady – także bezpośrednio związane z procesem eksterminacji – będą wykonywali Arbeitsjuden, czyli żydowscy więźniowie, którym oszczędzono natychmiastowej śmierci w komorach gazowych. Z przybywających do Sobiboru transportów wyłączano więc fachowców, których umiejętności były przydatne w obozie, oraz wybranych mężczyzn i kobiety zdolnych do pracy fizycznej. W obozie przebywało przeciętnie około 600–650 więźniów. Do ich zadań należało m.in. wyprowadzanie ofiar z wagonów, sortowanie zagrabionych ubrań i przedmiotów, praca w obozowych warsztatach rzemieślniczych, obcinanie włosów kierowanym na śmierć kobietom, a także wykonywanie innych prac na rzecz obozu i jego załogi. W najtragiczniejszym położeniu znajdowało się około 150–300 Żydów przetrzymywanych na terenie tzw. obozu III. Ich zadaniem było bowiem opróżnianie i uprzątanie komór gazowych, wyrywanie ofiarom złotych zębów, grzebanie zwłok w masowych grobach (później ich palenie na rusztach spaleniskowych).

## Obozowa konspiracja
Prawdopodobnie myśl o zorganizowanym oporze zaczęła kiełkować wśród Arbeitsjuden na początku 1943 roku. Wokół Leona Feldhendlera – syna rabina, byłego przewodniczącego Judenratu w Żółkiewce – skupiła się w tym czasie grupa polskich Żydów. Ich liczba najprawdopodobniej nie przekraczała dziesięciu osób. Było wśród nich kilku więźniów zajmujących stosunkowo wysoką pozycję w obozowej hierarchii: N.N. Janek (szef warsztatu stolarskiego), N.N. Jakub (szef warsztatu szewskiego) i N.N. Józef (szef warsztatu krawieckiego). Wszystkich łączyło przekonanie, że jedyną szansą ocalenia jest ucieczka z obozu, a w razie najgorszego więźniowie powinni zginąć w walce, zamiast pozwolić się zgładzić w komorach gazowych.
Przez długi czas aktywność konspiratorów ograniczała się do luźnych rozważań. Ruch oporu zaczął organizować się w Sobiborze dopiero na przełomie wiosny i lata 1943 roku. Wpływ na to miało kilka czynników. Pod koniec czerwca lub na początku lipca na obozowej rampie zastrzelono kilkuset Żydów, którzy stawili opór strażnikom, zaraz po tym jak ich transport przybył do Sobiboru. Z notatek odnalezionych wśród ubrań i bagaży sobiborscy Żydzi dowiedzieli się, że ofiarami byli ostatni więźniowie obozu zagłady w Bełżcu. Pracowali oni przy likwidacji obozu i zacieraniu śladów po jego istnieniu, a po wykonaniu zadania zostali wysłani na śmierć do Sobiboru. Odkrycie to wywarło ogromne wrażenie, gdyż więźniowie Sobiboru mieli wszelkie powody, aby przypuszczać, że w momencie likwidacji obozu spotka ich ten sam los. Obawy dodatkowo podsyciło zmniejszenie liczby transportów, które pozwalało przypuszczać, że działalność obozu dobiega końca. Ponadto pod koniec lipca w północnej części ośrodka zagłady rozpoczęto budowę nowego kompleksu – tzw. obozu IV lub „obozu północnego” – który docelowo miał służyć Niemcom jako miejsce magazynowania, naprawy i demontażu zdobycznej broni sowieckiej. Arbeitsjuden uznali to za znak, że obóz sobiborski wkrótce zmieni swoje przeznaczenie, co w konsekwencji mogło przesądzić o losie jego dotychczasowych więźniów.
Feldhendler i jego towarzysze szybko doszli do wniosku, że wobec ostrych środków bezpieczeństwa stosowanych przez załogę indywidualne ucieczki mają niewielką szansę powodzenia. Dotychczasowe doświadczenia wskazywały ponadto, że takie ucieczki skutkują odwetowymi represjami wobec współwięźniów. W tej sytuacji uznali, że jedynym wyjściem jest zorganizowanie zbiorowej ucieczki. Przed konspiratorami stało jednak wiele przeszkód. Musieli wystrzegać się konfidentów, których Niemcy zwerbowali pośród więźniów. Ich działaniom nie sprzyjała również bariera językowa i wzajemna nieufność pomiędzy Żydami polskimi a Żydami pochodzącymi z innych państw. Ponadto zarówno Feldhendler, jak i jego towarzysze nie mieli doświadczenia wojskowego oraz zdolności przywódczych, które pozwalałyby przygotować realistyczny plan ucieczki, zorganizować więźniów oraz skłonić ich do wspólnego działania.
W pierwszym okresie działalności konspiracji rozważane były różne warianty zbiorowej ucieczki. Większość z nich przewidywała likwidację niemieckich esesmanów, gdyż zakładano, że pozbawieni dowództwa wachmani, których morale zostało mocno nadszarpnięte przez klęski Wehrmachtu na froncie wschodnim, nie będą energicznie przeciwdziałać ucieczce więźniów. Żydowski więzień Hersz Cukierman oraz Ukrainiec nazwiskiem Koszewadzki, którzy pracowali w więźniarskiej kuchni, wystąpili z pomysłem otrucia esesmanów. Wykonać to zadanie mieli dwaj żydowscy chłopcy zatrudnieni w niemieckiej kuchni. Plan nie został jednak zrealizowany. Cukierman twierdził, że przyczyną było usunięcie wszystkich Żydów z kuchni, w których przyrządzano posiłki dla członków załogi. Według innych źródeł doszło do dekonspiracji, na skutek której Niemcy znaleźli butelki z morfiną, która miała posłużyć za truciznę. Wysunięto także pomysł, aby młodociani więźniowie pracujący jako służący esesmanów (Putzer) zabili Niemców we śnie, a według innej wersji – podczas zabawy w kręgielni, która znajdowała się na terenie strefy więźniarskiej (obóz I). Plan ten został jednak uznany za mało realistyczny i w rezultacie nie podjęto próby jego realizacji. Rozważano także zdobycie granatów i wrzucenie ich do niemieckiego kasyna, jednakże trzej więźniowie przygotowujący zamach zostali zdekonspirowani i zabici. Prawdopodobnie bliski realizacji był natomiast inny plan, który przewidywał podpalenie magazynów odzieżowych w strefie przyjęć (obóz II) i wykorzystanie powstałego w ten sposób chaosu do przeprowadzenia zbiorowej ucieczki. Znaleziono nawet dwóch ochotników do wykonania tego zadania oraz przygotowano butelki z benzyną. Ostatecznie z niejasnych przyczyn magazyny nie zostały podpalone; jedna z wersji głosi, że zapobiegło temu dwóch Żydów, którzy w obawie przed odwetowymi represjami zagrozili, że wydadzą spiskowców w ręce Niemców. Jeszcze inny pomysł, odrzucony ostatecznie przez Feldhendlera, zakładał, że konspiratorzy potajemnie wykradną mundury i broń należące do wachmanów, a następnie zbrojnie wywalczą sobie drogę na wolność.
Nie wszystkie projekty konspiratorów przewidywały użycie siły. Przez blisko dwa miesiące grupa więźniów pracowała nad wykopaniem tunelu, który prowadzić miał od więźniarskiego baraku w obozie I poza ogrodzenie oraz przyległe doń pole minowe. Docelowo tunel miał sięgnąć długości około 120–130 metrów. Gdy jednak był już częściowo gotowy, Niemcy odkryli podobny podkop, którym próbowali uciec Żydzi z obozu III. Rozpoczęto wówczas poszukiwania tuneli w innych częściach obozu, co zmusiło konspiratorów do zarzucenia planu. Rozważano także nawiązanie współpracy z tymi wachmanami, którzy zdradzali chęć porzucenia niemieckiej służby. Latem 1943 roku strażnicy podający się za członków partii komunistycznej zaproponowali konspiratorom z grupy Feldhendlera, że za odpowiednią opłatą zorganizują samochody ciężarowe, wydostaną więźniów z obozu, po czym wywiozą ich za Bug. Mimo nieufności co do ich intencji konspiratorzy wpłacili zadatek w wysokości 700 dolarów. Do porozumienia jednak nie doszło, gdyż ostatecznie wachmani zaoferowali, że mogą wywieźć z Sobiboru jedynie piętnastu więźniów. Nie jest przy tym wykluczone, że ich prawdziwym celem było wyłudzenie od Żydów pieniędzy, a następnie zabicie ich po ucieczce z obozu.
Plan zbrojnego buntu opracował nieznany z nazwiska holenderski Żyd – kapitan marynarki, rzekomo weteran Brygad Międzynarodowych. Zamierzał przy pomocy przewerbowanych wachmanów wykraść broń z obozowej zbrojowni, a następnie wraz z towarzyszami zaatakować główną bramę obozową i wywalczyć sobie drogę na wolność. Nie wiadomo, czy działał w porozumieniu z Feldhendlerem i jego grupą. Zanim jednak przystąpił do realizacji planu, doszło do zdrady (występują sprzeczne informacje na temat tożsamości denuncjatora). Kapitan po ciężkich torturach został zamordowany. Nie wydał żadnego ze współspiskowców, niemniej w ramach odwetu Niemcy rozstrzelali 71 holenderskich Żydów. Polskim Żydom udało się uniknąć represji.

## Przybycie Pieczerskiego

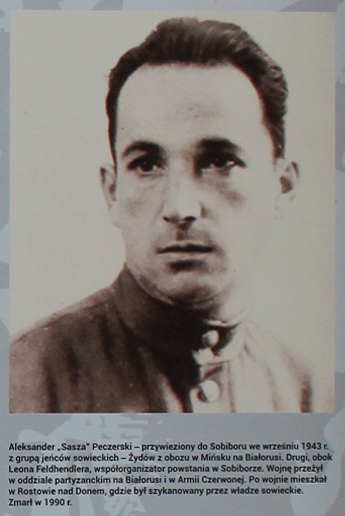
Aleksandr „Sasza” Pieczerski, przywódca powstania

23 września 1943 roku do Sobiboru przybył transport z getta w Mińsku, w którym przywieziono blisko 2 tys. osób. Znalazło się w nim wielu żołnierzy Armii Czerwonej pochodzenia żydowskiego, uprzednio przetrzymywanych w mińskim obozie jenieckim przy ul. Szerokiej. Niemal wszystkich nowo przybyłych zagazowano zaraz po przyjeździe do obozu. Niemcy oszczędzili jednak około 60 jeńców, których skierowali do pracy w obozie IV. Jednym z wyselekcjonowanych był por. Aleksandr „Sasza” Pieczerski.
Kilka dni po przybyciu mińskiego transportu doszło do konfrontacji pomiędzy Pieczerskim a SS-Oberscharführerem Karlem Frenzlem. Odwaga i duma, które okazał wówczas porucznik, zyskały mu rozgłos w całym obozie i sprawiły, że stał się nieformalnym liderem ocalałych jeńców. Ci ostatni szybko zaczęli zdradzać chęć ucieczki z obozu. Pieczerski sprzeciwiał się jednak wszelkim spontanicznym i indywidualnym działaniom, podkreślając, że jedynie dobrze przygotowany plan daje szansę na wydostanie się z Sobiboru. Nie wahał się zagrozić użyciem siły, aby uniemożliwić innym jeńcom indywidualną ucieczkę, która mogłaby narazić całą grupę.
Pieczerski szybko zwrócił na siebie uwagę Feldhendlera i jego towarzyszy. Lider obozowej konspiracji zaproponował porucznikowi spotkanie. W tym celu wykorzystał pośrednictwo Szlomy Leitmana – polskiego Żyda, który przybył do Sobiboru w transporcie mińskim i cieszył się zaufaniem obu mężczyzn. Wieczorem 28 września Pieczerski odwiedził barak kobiecy w obozie I, jednakże do rozmowy z Feldhendlerem nie doszło, gdyż w baraku niespodziewanie pojawił się jeden z obozowych kapo. Spotkanie udało się zorganizować następnego wieczora. Feldhendler poinformował wówczas Pieczerskiego o istnieniu konspiracji i zaproponował mu, by objął nad nią dowodzenie. Porucznik, nie będąc pewnym, czy może zaufać nieznajomemu, dawał początkowo wymijające odpowiedzi. Niemniej w następnych dniach rozmowy były kontynuowane.
Ostatecznie porucznik doszedł do wniosku, że Feldhendler jest osobą godną zaufania. W efekcie pod koniec pierwszej dekady października utworzono tzw. Podziemny Komitet, na którego czele stanął Pieczerski, z Feldhendlerem jako zastępcą. W skład komitetu weszli także czterej inni członkowie „polskiej” konspiracji: stolarz Janek, krawiec Józef, szewc Jakub, Moniek – przełożony Putzerów, a także trzej najbliżsi współpracownicy Pieczerskiego: Szlomo Leitman, Borys Cybulski i Aleksander Szubajew. Porozumienie pomiędzy polskimi a sowieckimi Żydami otworzyło przed obozowym ruchem oporu zupełnie nowe możliwości. Jeńcy wnieśli bowiem do organizacji swoje doświadczenie wojskowe, a polscy Żydzi – znajomość topografii obozu i panujących w nim warunków. Spotkania komitetu odbywały się w baraku kobiecym, który Pieczerski regularnie odwiedzał pod pretekstem spotkań ze swoją przyjaciółką, niemiecką Żydówką znaną w obozie pod imieniem „Luka”.
Pierwszym dużym sukcesem konspiracji było wyeliminowanie Oberkapo Herberta Naftaniela, znanego w obozie pod przydomkiem „Berliner”. Był to niemiecki Żyd, który zdobył swe stanowisko dzięki zadenuncjowaniu poprzednika, a ze względu na brutalność i donosicielstwo był w obozie powszechnie znienawidzony. W pewnym momencie poczuł się tak pewny siebie, że odważył się zignorować bezpośredni rozkaz SS-Oberscharführera Frenzla. Ten dał wówczas więźniom do zrozumienia, że wydaje Oberkapo w ich ręce. Pewnej nocy na przełomie września i października grupa konspiratorów ciężko pobiła „Berlinera”, który zmarł następnego dnia. Filip Białowicz twierdził, że konspiratorzy potajemnie zaaplikowali pobitemu śmiertelną dawkę morfiny. W obozie krążyły także inne pogłoski na temat okoliczności jego śmierci, podejrzewano m.in., że otruł go sam Frenzel. Śmierć „Berlinera” poprawiła morale konspiratorów i zwiększyła ich nadzieję na powodzenie ucieczki.
Początkowo członkowie komitetu powrócili do rozważanego już wcześniej pomysłu ucieczki tunelem. Nie jest jasne, czy zwolennikiem tego rozwiązania był Pieczerski, czy też Leitman. Podkop prowadzić miał od warsztatu stolarskiego w obozie I poza obozowe ogrodzenie i przylegające doń pole minowe. Do kopania przystąpiono prawdopodobnie w pierwszych dniach października. Pracami kierował Borys Cybulski – w cywilu górnik w Donbasie. Początkowo przebiegały one sprawnie, lecz 8 i 9 października w rejonie Sobiboru spadły obfite deszcze, na skutek czego tunel został zalany wodą i stał się niezdatny do użytku.
Wobec niepowodzenia planu z tunelem Pieczerski doszedł do wniosku, że jedynym sposobem na wydostanie się z obozu jest zbrojne powstanie. Podczas zebrania Podziemnego Komitetu, które miało miejsce 9 października (w dniu święta Jom Kipur), propozycja porucznika została przyjęta przez pozostałych konspiratorów.

## Przygotowania

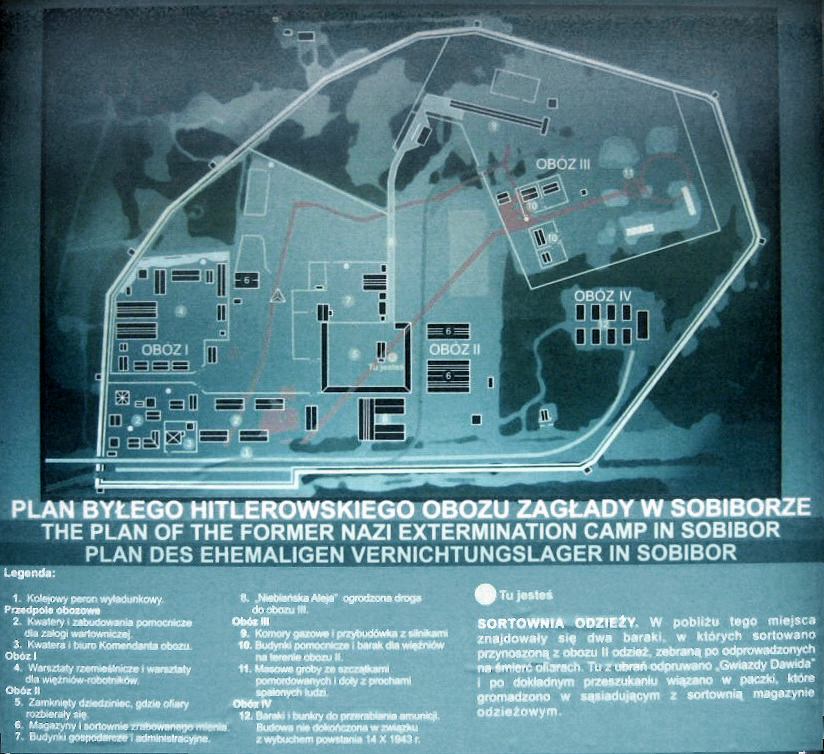
Plan obozu zagłady w Sobiborze

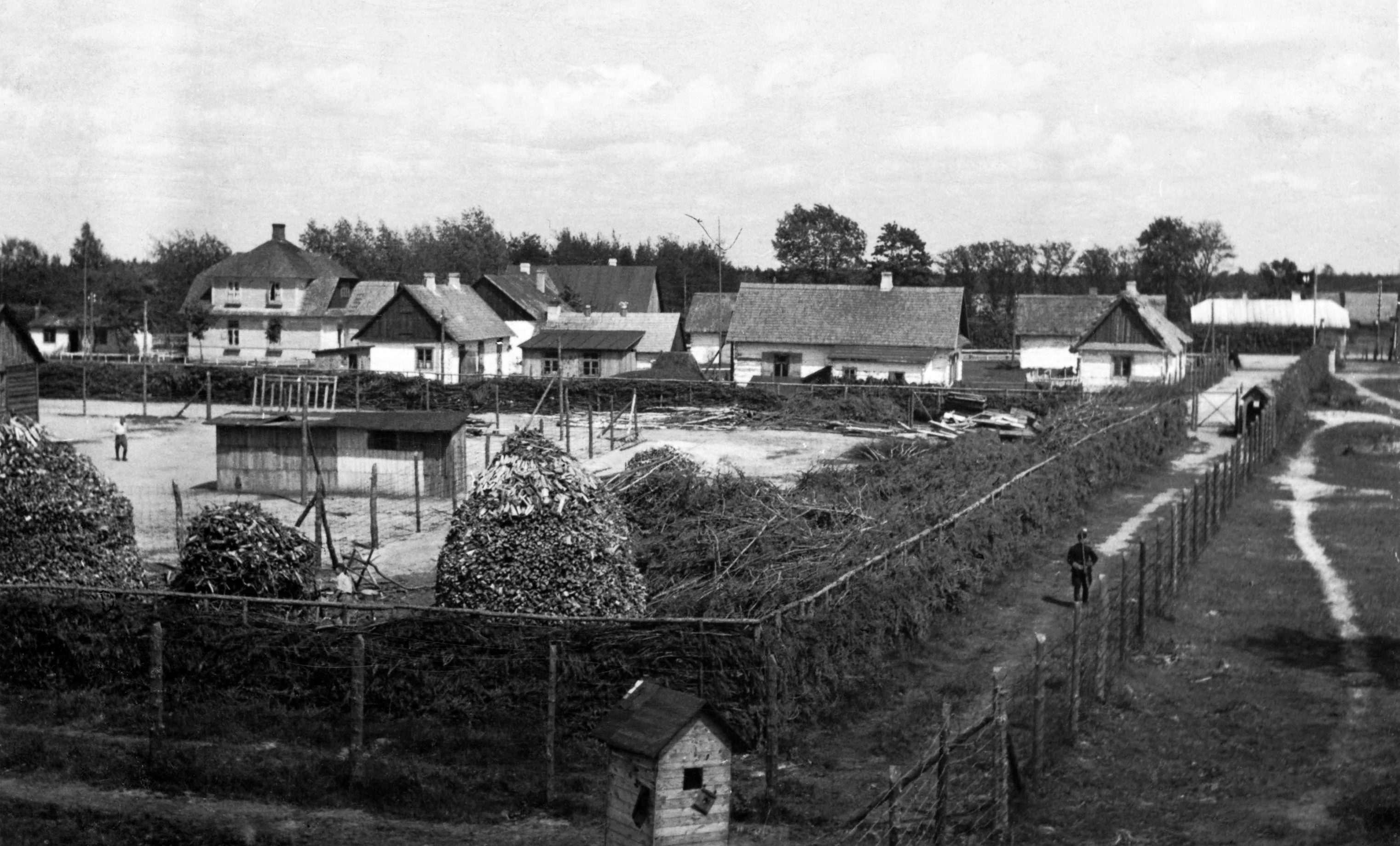
Obóz latem 1943 roku. Na pierwszym planie widoczny fragment obozu I, w tle budynki przeznaczone dla obozowej załogi

Dzięki rozmowom z Feldhendlerem Pieczerski uzyskał szczegółowe informacje na temat codziennych zwyczajów esesmanów. Dowiedział się również, że wachmani nie cieszą się zaufaniem Niemców, stąd amunicję do swej broni otrzymują tylko na czas pełnienia służby wartowniczej – w dodatku w niewielkich ilościach. Na podstawie zebranych informacji Pieczerski doszedł do wniosku, że powstańcy powinni wykorzystać chciwość esesmanów, aby zwabić ich w ustronne miejsca i po cichu zlikwidować. W dalszej kolejności powinni natomiast wykorzystać dezorientację pozbawionych dowództwa wachmanów do przeprowadzenia zbiorowej ucieczki.
Pieczerski nie miał wątpliwości, że sowieccy jeńcy, którzy mieli wyszkolenie wojskowe i doświadczenie bojowe, powinni stanowić trzon grup bojowych odpowiedzialnych za likwidację Niemców. Niemal wszyscy jeńcy pracowali jednak w obozie IV i trudno było znaleźć sposób na sprowadzenie ich do obozów I i II. Innym problemem było zebranie kilkusetosobowego tłumu więźniów bez wzbudzania podejrzeń wachmanów. Rozwiązanie przyszło z niespodziewanej strony. Do członków komitetu zgłosili się dwaj kapo, Szymon Pożycki oraz niejaki Czepik, którzy poinformowali, że wiedzą o istnieniu konspiracji i chcieliby zgłosić do niej swój akces. Konspiratorzy nie byli pewni, czy mogą zaufać więźniom funkcyjnym. Ostatecznie uznali jednak, że zwerbowanie do współpracy dwóch kapo – w szczególności Pożyckiego, który miał dostęp do wszystkich stref Sobiboru poza obozem III – warte jest podjęcia ryzyka.
W przygotowania wtajemniczonych było około 30–40 więźniów. Ze względu na zagrożenie stwarzane przez konfidentów postanowiono, że ogół Żydów dowie się o powstaniu dopiero w momencie rozpoczęcia ucieczki. Konspiratorzy wciągnęli do spisku zaledwie kilka więźniarek, gdyż uznali, że kobiety co do zasady nie dają rękojmi zachowania tajemnicy. Ponadto Pieczerski i Feldhendler założyli już na wstępie, że ze względu na zbyt duże ryzyko nie będą podejmowali prób wtajemniczenia w spisek Żydów, których przetrzymywano w ściśle strzeżonym obozie III.
Zdecydowano, że bunt wybuchnie za dnia, w godzinach popołudniowych. Miało to ułatwić likwidację niemieckich esesmanów, którzy byli w tym czasie rozproszeni po całym obozie. Ponadto zaczynała się już jesień i słońce zachodziło stosunkowo szybko, stąd w razie sukcesu zapadający zmrok osłoniłby uciekających Żydów.
- W pierwszej fazie (godz. 15:30 – 16:30) spiskowcy mieli pod rozmaitymi pretekstami zwabić niemieckich esesmanów do warsztatów w obozie I oraz do magazynów w obozie II, a następnie bez rozgłosu ich zlikwidować[60]. Na terenie obu kompleksów operować miało łącznie sześć kilkuosobowych „grup bojowych”[61][62], których trzon stanowili sowieccy jeńcy[50]. Drobiazgowo opracowany plan przewidywał, że o 15:30 kapo Pożycki zaprowadzi wybranych jeńców do obozu II, gdzie pod komendą Feldhendlera przystąpią do likwidacji esesmanów. Feldhendler miał także dopilnować, aby o 16:00 przecięta została linia telefoniczna łącząca obóz zagłady ze światem zewnętrznym[61]. O tej samej godzinie do zabijania Niemców przystąpiliby spiskowcy z obozu I[61], którymi dowodził osobiście Pieczerski[63]. Na koniec konspiratorzy mieli przeciąć linie energetyczne oraz uszkodzić samochody zaparkowane w obozowym garażu[61].
- W drugiej fazie (godz. 16:30 – 17:30) nastąpić miała masowa ucieczka z obozu[63]. Planowano, że po zabiciu esesmanów Pożycki i Czepik zwołają wszystkich Żydów na wieczorny apel, który jesienią zwykle rozpoczynał się około 17:00. Wtedy miano dyskretnie poinformować wszystkich więźniów o trwającym powstaniu. Następnie obaj kapo wraz z uzbrojonymi konspiratorami poprowadziliby uformowany w kolumnę marszową tłum w kierunku bramy głównej. Zakładano, że zdezorientowani i pozbawieni dowództwa wachmani wezmą uciekających Żydów za komando zabierane do pracy w pobliskim lesie i bez walki otworzą bramę lub dopuszczą do niej więźniów na najbliższą odległość[64]. W momencie, gdy większość Żydów znajdowałaby się w pobliżu bramy lub nawet po jej zewnętrznej stronie, grupa konspiratorów miała opanować obozową zbrojownię i przy użyciu zdobytej tam broni związać walką wachmanów. Gdyby zaszły nieprzewidziane wypadki uniemożliwiające sforsowanie bramy, więźniowie mieli dokonać wyłomu w ogrodzeniu nieopodal budynków załogi niemieckiej, gdzie – jak spodziewał się Pieczerski – teren był słabiej zaminowany. Po ucieczce z obozu Żydzi mieli się rozproszyć i szukać ratunku na własną rękę[65].

Główną bronią powstańców miały być noże i topory. Te pierwsze wyniesiono z magazynów lub zostały w tajemnicy wyprodukowane przez złotnika Szlomo Szmajznera. Topory wykradli natomiast cieśle pracujący w warsztacie stolarskim. Zakładano, że broń palna zostanie użyta dopiero w ostatniej fazie buntu. Posłużyć miano się wówczas zarówno pistoletami odebranymi zabitym esesmanom, jak i kilkoma karabinami, które Szmajzner miał odpowiednio wcześniej wykraść z baraków wachmanów. Młodocianym chłopcom i kobietom pracującym w niemieckich barakach polecono wynieść wszelką amunicję, którą tam znajdą. Na wypadek, gdyby konieczne okazało się forsowanie ogrodzenia, przygotowano nożyce do cięcia drutu, a także drabinę i deski (ukryto je w chwastach nieopodal warsztatu stolarskiego). Przebieg późniejszych wydarzeń pokazał jednak, że ta część planu nie została odpowiednio dopracowana.
Konspiratorzy byli zdecydowani nie zwlekać z rozpoczęciem powstania. Jasne było, że ucieczka musi nastąpić przed rozpoczęciem zimy, gdyż w przeciwnym wypadku uciekinierzy będą mogli zostać łatwo wytropieni po śladach na śniegu. W obozie było coraz mniej pracy do wykonania oraz wyraźnie zmniejszyła się liczba transportów, co interpretowano jako znak, że zbliża się jego likwidacja. Pieczerski dowiedział się od znajomego wachmana, że w obozie w Treblince doszło do buntu więźniów, a likwidacja Sobiboru jest nieuchronna. Co więcej, do więźniów dotarły wieści, że pewna liczba Niemców, w tym komendant Franz Reichleitner i sierżant kwatermistrz Gustav Wagner, przebywa na urlopach. W szczególności nieobecność Wagnera, który uchodził za najokrutniejszego, a jednocześnie najbardziej przebiegłego i podejrzliwego esesmana w Sobiborze, mogła zdaniem wielu spiskowców przesądzić o sukcesie powstania. Pierwotnie termin wystąpienia wyznaczono na 13 października 1943 roku. Tego dnia do Sobiboru niespodziewanie przybyła jednak grupa esesmanów z obozu pracy w Osowej, stąd przesunięto go na następny dzień.

## Powstanie

### Przebieg
W nocy z 13 na 14 października rozdano noże oraz topory. Przywódcy konspiracji zabronili swoim towarzyszom informować przyjaciół i krewnych o planowanym powstaniu, jednakże część z nich nie posłuchała tego rozkazu. Niemniej informacje o planowanym buncie nie dotarły do Niemców i wachmanów.
Rankiem 14 października więźniowie jak zwykle udali się do pracy. Pieczerski wybrał na swoje stanowisko dowodzenia warsztat stolarski w obozie I. Feldhendler udał się natomiast do magazynu w obozie II. Młodociani służący pełnili funkcję łączników pomiędzy obydwoma przywódcami konspiracji. W godzinach porannych stolarz Janek i wyznaczeni przez niego więźniowie zaprosili niemieckich esesmanów, aby o konkretnych porach między godziną 16:00 a 16:30 odwiedzili warsztaty w obozie I, gdzie rzekomo czekać miały na nich ubrania, buty lub inne zamówione przedmioty. Wkrótce Pieczerski udzielił szczegółowych instrukcji szefom grup bojowych.
Wczesnym popołudniem zaszły wypadki, które zaniepokoiły konspiratorów i skomplikowały ich położenie. Najpierw SS-Oberscharführer Karl Frenzel zwrócił uwagę na stolarza Janka, który przed spodziewaną ucieczką ubrał się w swoje najlepsze ubranie, pytając sarkastycznie: „Czy tu ktoś wesele odprawia, żeś się tak wystroił”. Z kolei około 14:00 w obozie I pojawił się SS-Scharführer Arthur Walther (według innych źródeł był to SS-Unterscharführer Walter Hochberg zwany „Rybą”), który wywołał kapo Pożyckiego i trzech innych więźniów, po czym zabrał ich w niewiadome miejsce. Postawiło to pod znakiem zapytania jeden z najważniejszych elementów planu, gdyż to właśnie Pożycki miał zabrać jeńców do obozu II. Więźniowie zwrócili przy tym uwagę, że esesman był uzbrojony w pistolet maszynowy, podczas gdy w normalnych okolicznościach Niemcy nosili przy sobie wyłącznie broń krótką. Powiązawszy wszystkie te fakty Pieczerski zaczął się obawiać, że doszło do dekonspiracji. Dopiero kapo Czepik, który przybył około 15:00, uspokoił porucznika, informując, że Pożyckiego i pozostałych więźniów zabrano do pracy w obozie IV, a Niemiec był uzbrojony w pistolet maszynowy wyłącznie dlatego, że nie towarzyszył mu żaden wachman. Pieczerski polecił Czepikowi, aby zastąpił Pożyckiego i zabrał grupę jeńców do obozu II. Ten zaoponował, przypominając, że nie jest upoważniony do opuszczania obozu I. Zaproponował także, aby przełożyć powstanie na następny dzień. Pieczerski, który obawiał się, że taki krok drastycznie zwiększy możliwość dekonspiracji, odmówił, a następnie polecił Czepikowi znaleźć jakikolwiek pretekst, który pozwoli mu udać się do obozu II. Ostatecznie kapo zdołał bez przeszkód doprowadzić Borysa Cybulskiego i dwóch innych jeńców do magazynu, w którym urzędował Feldhendler.

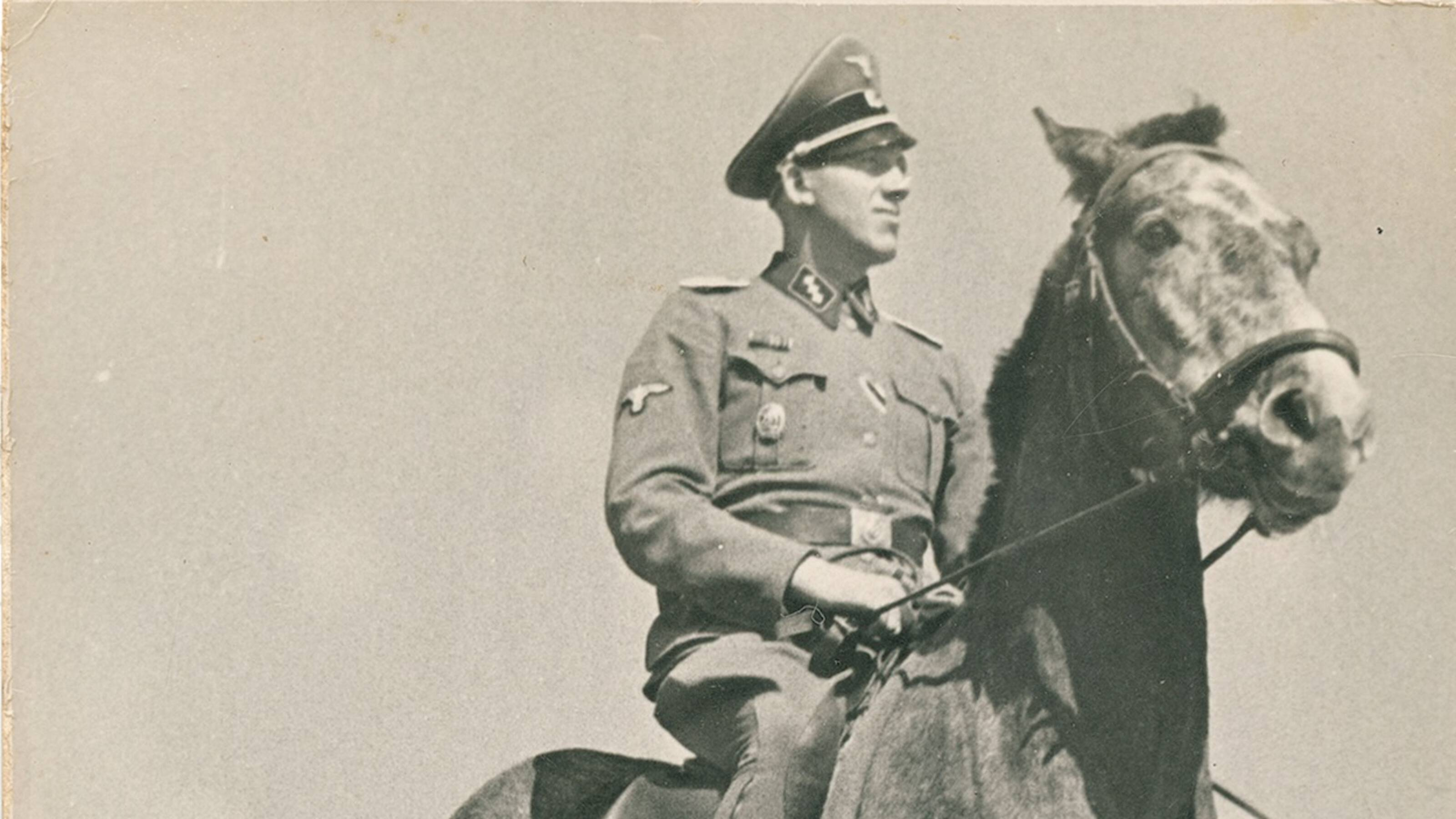
Johann Niemann, w czasie powstania p.o. komendanta obozu, pierwszy z esesmanów zabitych przez konspiratorów

Zgodnie z planem około godziny 15:30 przystąpiono do likwidacji esesmanów. Występują sprzeczne relacje na temat przebiegu tych wydarzeń, a zwłaszcza ich sekwencji czasowej. Prawdopodobnie około 15:40, czyli na dwadzieścia minut przed umówionym terminem, w pracowni krawieckiej w obozie I pojawił się SS-Untersturmführer Johann Niemann, który pod nieobecność Franza Reichleitnera pełnił obowiązki komendanta obozu. Gdy oficer przygotowywał się do przymiarki, Aleksander Szubajew („Kalimali”) zabił go ciosem siekiery. Nieco później w warsztatach krawieckim i szewskim zabito dowódcę obozowej straży, SS-Oberscharführera Siegfrieda Graetschusa, oraz Iwana Klatta – najwyższego rangą wachmana w Sobiborze. Na terenie obozu I zginęło jeszcze kilku innych esesmanów. W warsztatach szewskich zabito Josefa Vallastera i Fritza Konrada. Szlomo Leitman na oczach zaskoczonego Oberkapo Spitza zwabił do warsztatu stolarskiego SS-Unterscharführera Friedricha Gaulsticha, a następnie bezszelestnie pozbawił go życia. W obozowym garażu zabito Waltera Hochberga „Rybę”.
Do likwidacji Niemców przystąpili również więźniowie w obozie II. Najpierw Feldhendler zwabił do sortowni SS-Scharführera Josefa Wolfa, gdzie zabili go Borys Cybulski wraz z towarzyszami. Niedługo później w tym samym miejscu zabito jeszcze dwóch innych esesmanów. Czwarty Niemiec, którym był prawdopodobnie SS-Oberscharführer Rudolf Beckmann, nie dał się jednak zwabić do magazynu i pozostał w swoim biurze w budynku administracyjnym. Chcąc go zlikwidować, posłużono się podstępem. Młodszy brat kapo Pożyckiego zapukał do drzwi kantorka, prosząc esesmana o rozmowę w sprawie problemu, który rzekomo wystąpił w magazynie. Gdy ten kazał mu wejść, do kantorka wpadło dwóch konspiratorów, którzy zasztyletowali Niemca. Według niektórych źródeł w budynku administracyjnym zabito również Thomasa Steffla.
Pierwsza faza powstania przebiegła zgodnie planem. Na terenie obozów I i II zabito łącznie dwunastu Niemców, w tym niemal całe obecne tego dnia w Sobiborze kierownictwo obozu. W obozie II elektryk Walter Schwartz przeciął linie telefoniczne oraz linie energetyczne. Około 17:00 Szlomo Szmajzner przy pomocy dwóch Putzerów potajemnie wyniósł z ukraińskich baraków sześć karabinów wraz z pewną ilością amunicji. Spiskowcom nie udało się natomiast zabić Karla Frenzla, który mimo zaproszenia nie pojawił się w warsztacie stolarskim. Z tego powodu Pieczerski stanął przed dylematem. Frenzel był jedynym żyjącym członkiem kierownictwa obozu, który był w stanie ogłosić alarm i zorganizować pościg za Żydami. Z drugiej strony odwlekanie ucieczki do czasu jego zabicia groziło trudnymi do przewidzenia komplikacjami. Ostatecznie porucznik postanowił trzymać się przyjętego wcześniej harmonogramu. Polecił Pożyckiemu, który zdążył już wrócić z obozu IV, aby zwołał więźniów na apel. Do Feldhendlera wysłano natomiast łącznika z rozkazem zebrania wszystkich więźniów pracujących w obozie II i odprowadzenia ich na plac apelowy w obozie I.
Niedługo po zwołaniu apelu zaszły wypadki, które zmusiły powstańców do podjęcia otwartej walki. Plan przewidywał, że konspiratorzy poprowadzą ogół więźniów do bramy głównej. Nie udało się jednak sformować kolumny marszowej, gdyż rozgorączkowani Żydzi zaczęli się w nieładzie przepychać w kierunku ogrodzenia, które odgradzało obóz I od „obozu przedniego”. Gdy w pewnym momencie drogę zastąpił im jeden z wachmanów, tłum rzucił się do ataku i zabił go na miejscu. Niemal w tym samym czasie pod budynek administracyjny w opustoszałym obozie II podjechał ciężarówką SS-Oberscharführer Erich Bauer, który właśnie wrócił z misji zaopatrzeniowej. Towarzyszący mu wachman odkrył znajdujące się w kantorku zwłoki esesmana. Świadkiem tej sceny było dwóch Żydów. Jeden z nich zaczął uciekać, a Bauer rzucił się za nim w pościg, oddając kilka strzałów.

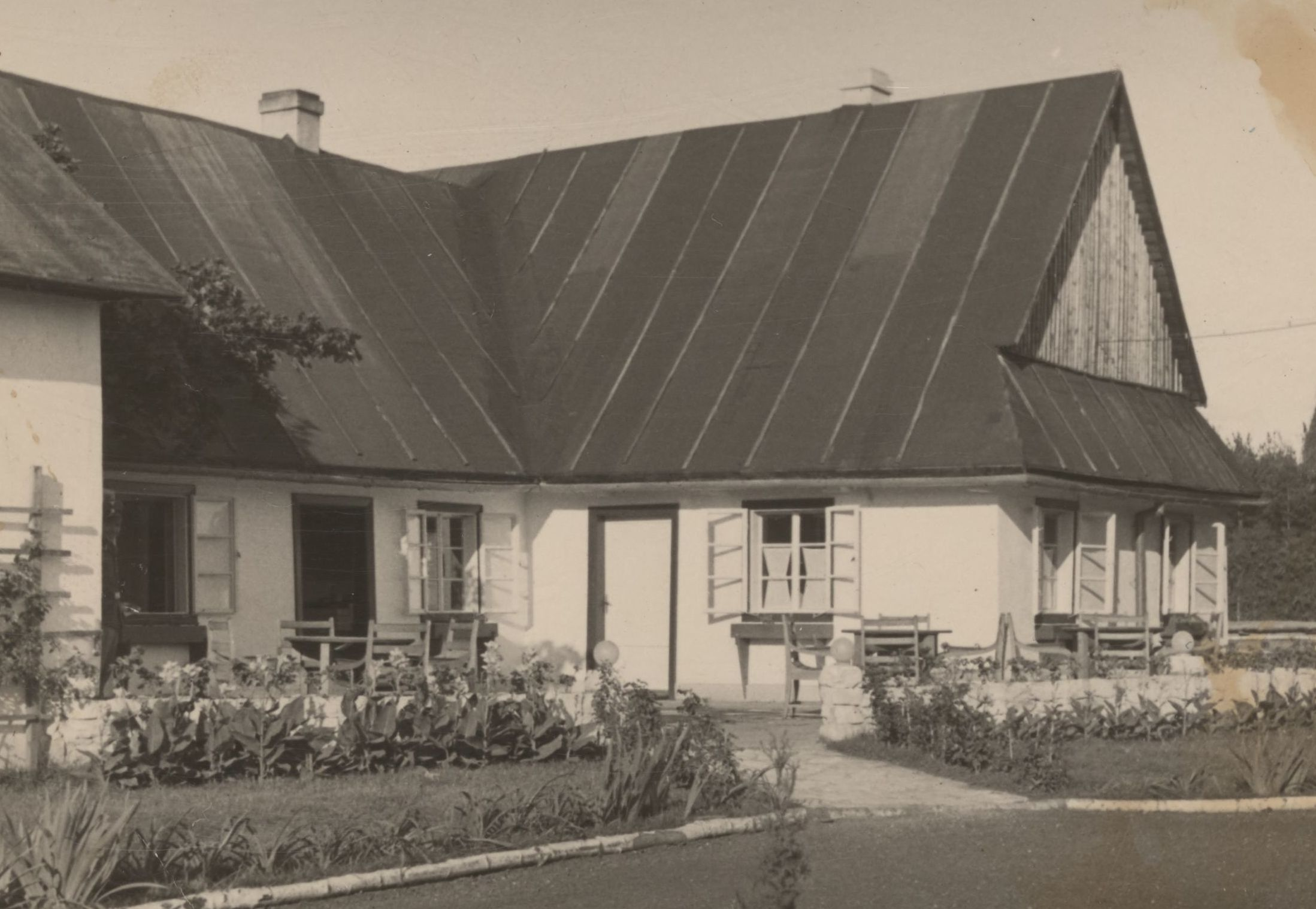
Kasyno „Pod wesołą pchełką” w Vorlagrze. Spod tego budynku Karl Frenzel strzelał do uciekinierów

Pieczerski świadom niekorzystnego rozwoju sytuacji głośno wezwał więźniów do walki. Konspiratorzy szybko stracili jednak kontrolę nad biegiem wypadków. Tłum Żydów opuszczających obóz I rzucił się bezładnie w kierunku bramy głównej. Grupa powstańców zgodnie z planem zaatakowała zbrojownię, gdzie ciężko zraniono SS-Oberscharführera Wernera Dubois i zdobyto nieco broni. Tymczasem wachmani, którzy byli świadkami śmierci swojego kolegi, otworzyli ogień do uciekinierów. Dotychczas niewidoczny Frenzel wybiegł z jednego z budynków i zasypał Żydów seriami z pistoletu maszynowego. Wielu więźniów padło zabitych i rannych, a droga do bramy głównej została odcięta. Pieczerski i grupa jego towarzyszy dokonali wyłomu w ogrodzeniu nieopodal budynków załogi niemieckiej, gdzie – jak słusznie przewidział porucznik – teren był słabo zaminowany. Większość Żydów nadal przebywała jednak na terenie obozu I. Przystąpili oni do chaotycznego forsowania południowego i południowo-zachodniego odcinka ogrodzenia zewnętrznego, przecinając druty, wspinając się na ogrodzenie lub usiłując przeczołgać się dołem. W pewnym momencie ogrodzenie zawaliło się pod ciężarem wspinających się ludzi. Spośród tych, którzy pierwsi przedostali się na drugą stronę, wielu zginęło na polu minowym. Wielu innych padło od kul wachmanów; szczególnie groźny okazał się zwłaszcza ostrzał z dwóch wież strażniczych. Konspiratorzy, którym udało się zdobyć broń palną, osłaniali zbiegów ogniem karabinowym i pistoletowym. Żydzi, którzy zdołali przebiec przez otwartą przestrzeń rozciągającą się na południe od obozu, znaleźli się pod osłoną lasu.

### Bilans

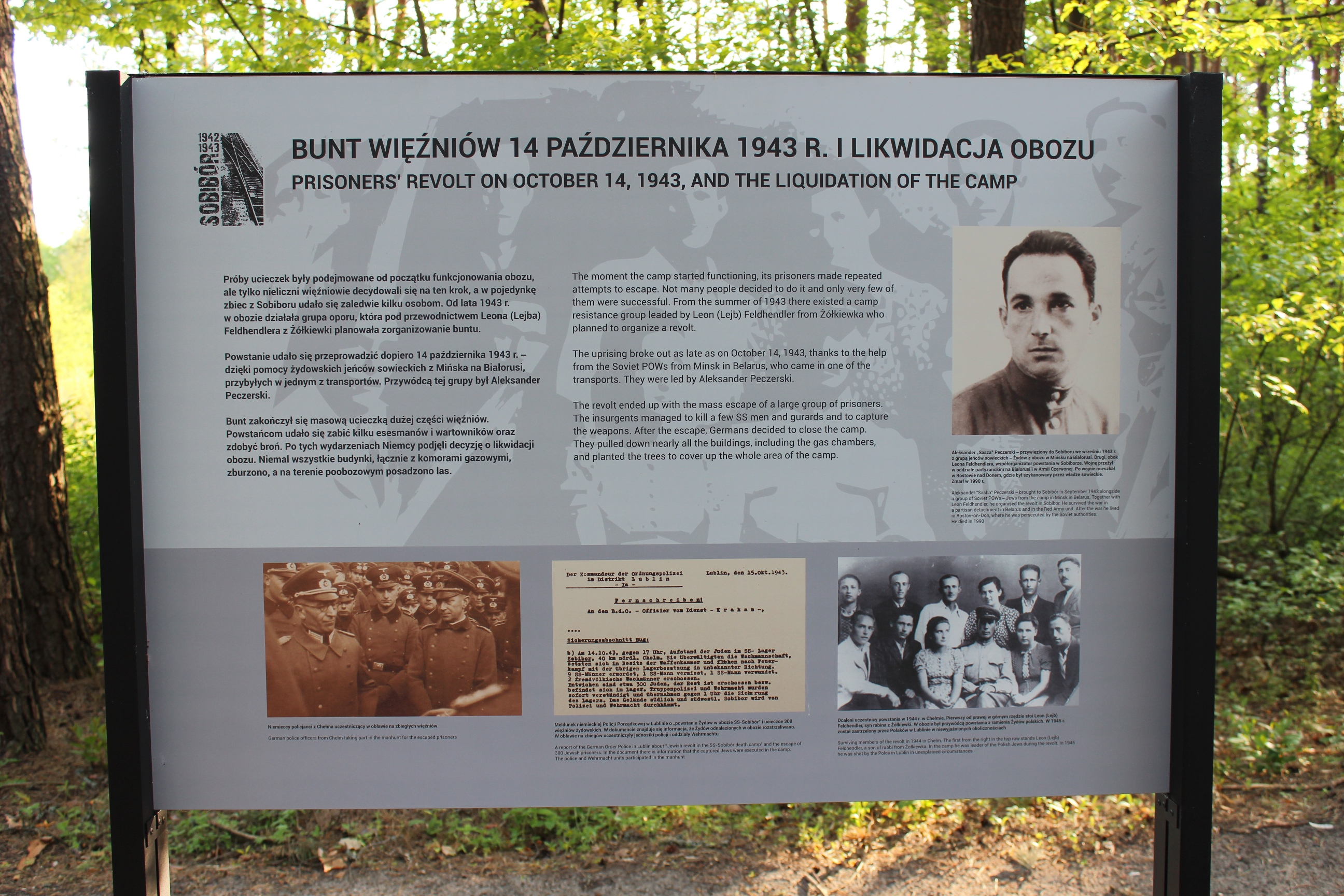
Tablica informacyjna na terenie muzeum w Sobiborze, poświęcona buntowi więźniów

Według Marka Bema w momencie wybuchu powstania w Sobiborze znajdowało się około 500 więźniów. Jicchak Arad szacował ich liczbę na 600 osób, plus kolejnych 80–100 osób, które przetrzymywano w ściśle strzeżonym obozie III. Jules Schelvis szacował natomiast stan liczebny więźniów na 650 osób, w tym 50 więźniów w obozie III.
W wyniku powstania około 300 Żydów zdołało zbiec (Marek Bem podaje liczbę 275 osób). Liczbę tych, którzy zginęli w walce lub w czasie ucieczki przez ogrodzenie i pole minowe, szacuje się w zależności od źródeł na 41, 158 lub nawet 230–270. Od 150 do 285 Żydów nie podjęło próby ucieczki lub zostało schwytanych na terenie obozu. Znaleźli się wśród nich wszyscy więźniowie obozu III, którzy nie wiedzieli o planowanym powstaniu, 60 więźniów obozu IV, których strażnicy sterroryzowali bronią zaraz po wybuchu strzelaniny, duża liczba Żydów holenderskich, którzy obawiali się zaryzykować ucieczkę z powodu nieznajomości języka i miejscowych zwyczajów, a także pewna liczba ortodoksyjnych Żydów.
Spośród siedemnastu niemieckich esesmanów, którzy przebywali w Sobiborze w czasie powstania, dwunastu zostało zabitych, a jednego ciężko zraniono. Zginęło także dwóch wachmanów: Iwan Klatt i Klaus Schreiber (obaj byli volksdeutschami), a kilku innych zostało rannych.
Porównując przebieg i rezultaty buntów w Treblince i Sobiborze, Jicchak Arad wskazywał, że w przeciwieństwie do powstańców z Treblinki, którzy zamierzali zdobyć i zniszczyć obóz zagłady, powstańcy z Sobiboru postawili sobie skromniejszy cel, tj. umożliwienie zbiorowej ucieczki więźniów. Dzięki temu większe były ich szanse na sukces. Izraelski historyk ocenił ponadto, że powstanie w Sobiborze było lepiej przygotowane pod względem wojskowym, co przypisać należy przede wszystkim doświadczeniu Pieczerskiego i pozostałych jeńców.
Thomas Blatt oceniał natomiast:

Powstanie w Sobiborze było niekwestionowanym sukcesem, ale wydarzyło się zbyt późno, aby cokolwiek zmienić. Dla hitlerowców Sobibór był obozem śmierci, którego funkcjonowanie było uwieńczone powodzeniem.

## Losy uciekinierów

### Niemiecki pościg

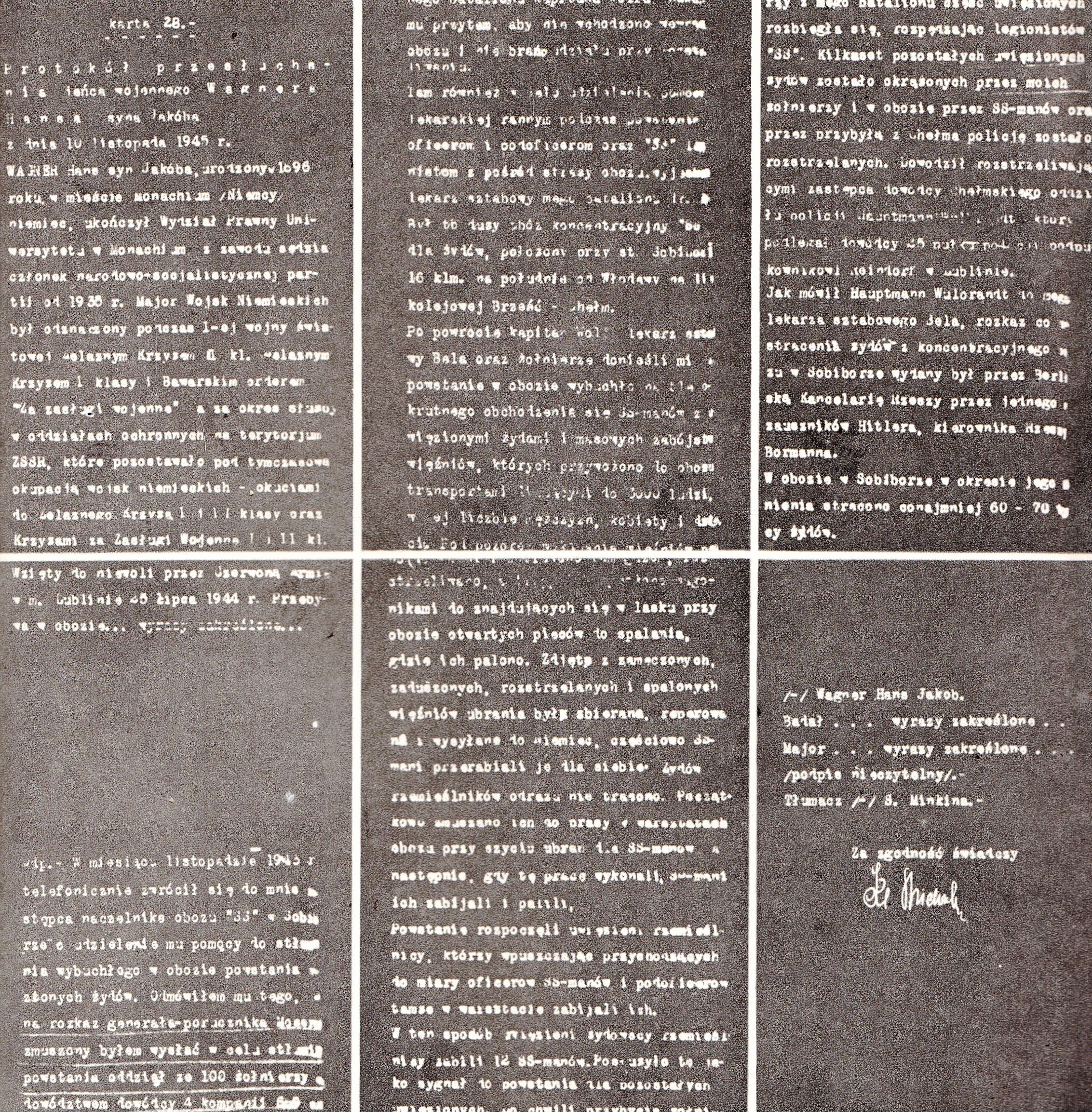
Protokół przesłuchania mjr. Hansa Wagnera dotyczący działań żołnierzy 689. batalionu bezpieczeństwa w czasie powstania w Sobiborze

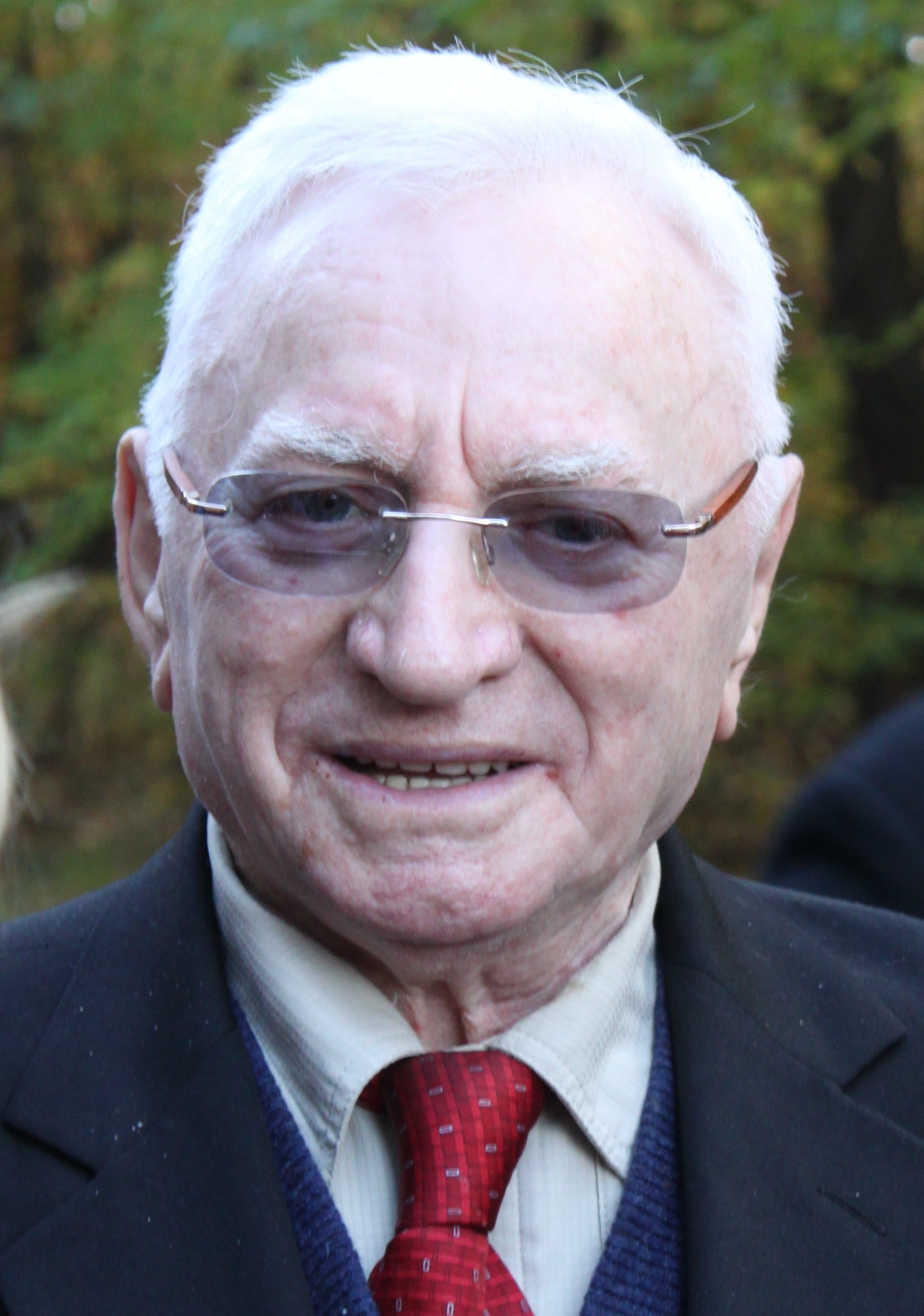
Thomas Blatt (1927–2015), jeden z uczestników powstania

Frenzlowi, Bauerowi oraz podległym im wachmanom zajęło kilka godzin, zanim zdołali zdusić opór ostatnich powstańców, zgromadzić przebywających wciąż w obozie więźniów i zamknąć ich w jednym z baraków, a także zebrać zwłoki zabitych esesmanów. Dopiero około godziny 20:00, korzystając z telefonu i telegrafu na stacji kolejowej Sobibór, udało im się wezwać pomoc. Prawdopodobnie pierwszy przybył do obozu kilkuosobowy pododdział policji granicznej. W oficjalnym raporcie jego dowódca, SS-Untersturmführer Adalbert Benda, utrzymywał, że tej nocy jego ludzie pomogli załodze w likwidacji ostatnich uzbrojonych więźniów. Tego samego wieczora esesmani z obozowej załogi rozstrzelali pięćdziesięciu mężczyzn i dziesięć kobiet, którzy w momencie wybuchu powstania pracowali w obozie IV, a także wszystkich sowieckich jeńców wojennych, którzy pozostali w Sobiborze.
Następnego dnia do Sobiboru przybyła grupa wysokich rangą oficerów SS z Lublina. Byli wśród nich dowódca SS i policji na dystrykt lubelski, SS-Gruppenführer Jakob Sporrenberg, oraz zastępca kierownika akcji „Reinhardt”, SS-Sturmbannführer Hermann Höfle. Sporrenberg zarządził likwidację wszystkich przebywających jeszcze w obozie Żydów. Rozstrzelano ich tego samego popołudnia na terenie obozu III.
Obława za uciekinierami rozpoczęła się rankiem 15 października. Wzięły w niej udział niemieckie jednostki rozlokowane w okolicach Chełma, tj.: III oddział kawalerii SS i policji (SS-Polizei-Reiterabteilung III), pododdziały straży granicznej, załoga Sobiboru, funkcjonariusze lokalnych placówek SS i żandarmerii. Na odsiecz do Sobiboru wysłano także kompanię 689. batalionu bezpieczeństwa, który był jednostką Wehrmachtu. Pododdział ten nie wkroczył jednak na teren obozu i po ustaleniu, że sytuacja w nim jest opanowana, powrócił do koszar w Chełmie, nie biorąc udziału w obławie. O masowej ucieczce więźniów Sobiboru i konieczności podjęcia kroków zaradczych poinformowano urzędującego w Łucku dowódcę SS i policji na Wołyń i Podole, SS-Brigadeführera Wilhelma Günthera. Niemcy obsadzili mosty i brody na Bugu oraz otoczyli obóz od północy, zachodu i południa. Przystąpiono do intensywnego przeczesywania okolic Sobiboru oraz terenów między Chełmem a Włodawą. Do poszukiwań wykorzystano 2–3 samoloty rozpoznawcze, które operowały z lotniska w Dęblinie. 18 października dwa z nich na skutek braku paliwa musiały przymusowo lądować we Włodawie. Jeden samolot uległ wówczas zniszczeniu, a drugi został lekko uszkodzony; ciężkie rany odniósł jeden z pilotów.
Na korzyść uciekinierów przemawiał fakt, że przez całą noc z 14 na 15 października mogli uciekać bez przeciwdziałania ze strony Niemców. Sprzyjał im także gęsto zalesiony teren. W dodatku Niemcy popełnili błąd, zakładając, że uciekinierzy będą się kierować za Bug – na tereny Komisariatu Rzeszy Ukraina. W rzeczywistości większość z nich stanowili polscy Żydzi, którzy woleli szukać schronienia na terenie Generalnego Gubernatorstwa. Niemniej z niemieckich dokumentów wynika, że do 22 października schwytano i zamordowano 107 Żydów. Marek Bem, uwzględniając dane pochodzące także z innych źródeł, szacował, że w czasie obławy zabito 127 uciekinierów.

### Dalsze losy uciekinierów
Losy więźniów, którzy wymknęli się pościgowi, potoczyły się różnie. Niektórzy – w tym Leon Feldhendler, Kurt Ticho, Filip i Symcha Białowiczowie oraz Chaim i Selma Engelowie – znaleźli schronienie wśród ludności polskiej. Inni ukrywali się w lasach do momentu nadejścia Armii Czerwonej lub zdołali dołączyć do partyzantów. Aleksandrowi Pieczerskiemu i towarzyszącym mu jeńcom udało się dotrzeć w okolice Brześcia Litewskiego, gdzie dołączyli do oddziału partyzantki sowieckiej. Z obliczeń Marka Bema wynika, że wojnę przeżyło co najmniej 61 uciekinierów z Sobiboru, w tym 57 uczestników powstania. Thomas Blatt podawał, że ocalało 62 więźniów, w tym 53 powstańców. Według Jules’a Schelvisa wyzwolenia doczekało 47 więźniów, w tym 42 uczestników powstania. Teresa Prekerowa szacowała liczbę ocalałych na 30–40 osób, a Jicchak Arad na około 50–70 osób. W gronie ocalałych uciekinierów znalazło się osiem kobiet.
Mimo iż w okupowanej Polsce za wszelką pomoc Żydom groziła kara śmierci, niektórzy uciekinierzy z Sobiboru byli na różne sposoby wspierani przez Polaków. Najczęstszą formą pomocy było podarowanie żywności, niekiedy także udzielenie schronienia (krótko- lub długotrwałego). W relacjach przeanalizowanych przez Teresę Prekerową przeważają przy tym informacje o pomocy bezinteresownej. Za pomoc udzieloną uciekinierom medalem „Sprawiedliwy wśród Narodów Świata” odznaczeni zostali czterej członkowie rodziny Marcyniuków, małżeństwo Mazurków oraz małżeństwo Psujków. Niemniej z zeznań i relacji ocalałych więźniów wyłania się generalnie negatywny obraz stosunku polskiej ludności do uciekinierów z Sobiboru. Bazując na świadectwach żydowskich, Arad doszedł do wniosku, że polscy chłopi w przeważającej większości nie tylko nie wspomagali zbiegłych Żydów, lecz motywowani chciwością i antysemityzmem wydawali ich w ręce Niemców lub rabowali i mordowali na własną rękę. Jeszcze większą wrogość okazywać miała ludność ukraińska, która zamieszkiwała tereny na wschód od Sobiboru. Arad oceniał ponadto, że zagrożeniem dla uciekinierów byli nie tylko Niemcy i polscy chłopi, lecz także partyzanci Armii Krajowej oraz członkowie „prawicowych i faszystowskich odłamów polskiego podziemia”. Według Schelvisa co najmniej 22 uciekinierów zostało zabitych przez Polaków lub Ukraińców jeszcze przed nadejściem Armii Czerwonej. Bem liczbę uciekinierów zabitych z rąk innych niż niemieckie szacował na 56 osób.
Prekerowa, przeanalizowawszy 26 żydowskich relacji, zwracała uwagę, że większość negatywnych ocen nie odnosiła się konkretnych przypadków, lecz polegała na sądach ogólnych. Ponadto tylko część ocalałych pisała o swoich kontaktach z ludnością polską. Jej zdaniem trudno jest więc oszacować rzeczywistą skalę negatywnych zjawisk. Wskazała jednocześnie, że w relacjach żydowskich każda odmowa pomocy interpretowana jest jako akt wrogości i antysemityzmu, a bagatelizowane są obiektywne przyczyny, dla których pomoc nie mogła zostać udzielona (np. strach przed Niemcami czy brak żywności). Doszła również do wniosku, że rzekomymi polskimi lub sowieckimi partyzantami napadającymi na uciekinierów z Sobiboru mogli być pospolici bandyci podszywający się pod członków ruchu oporu. W szczególności fakt, że w wydanych wiele lat po wojnie wspomnieniach Żydzi często nie powtarzają oskarżeń pod adresem AK, które pojawiły się w ich zeznaniach złożonych zaraz po wyzwoleniu, może w jej ocenie sugerować, że owe oskarżenia były efektem presji propagandy stalinowskiej.
Prawdopodobnie ostatni uczestnik powstania w Sobiborze zmarł w 2019. Był nim zmarły 3 czerwca tegoż roku czerwonoarmista Siemion Rozenfeld. Rok wcześniej zmarł inny ze zbiegłych z obozu czerwonoarmistów – Arkadi Waispapir.

### Losy przywódców powstania

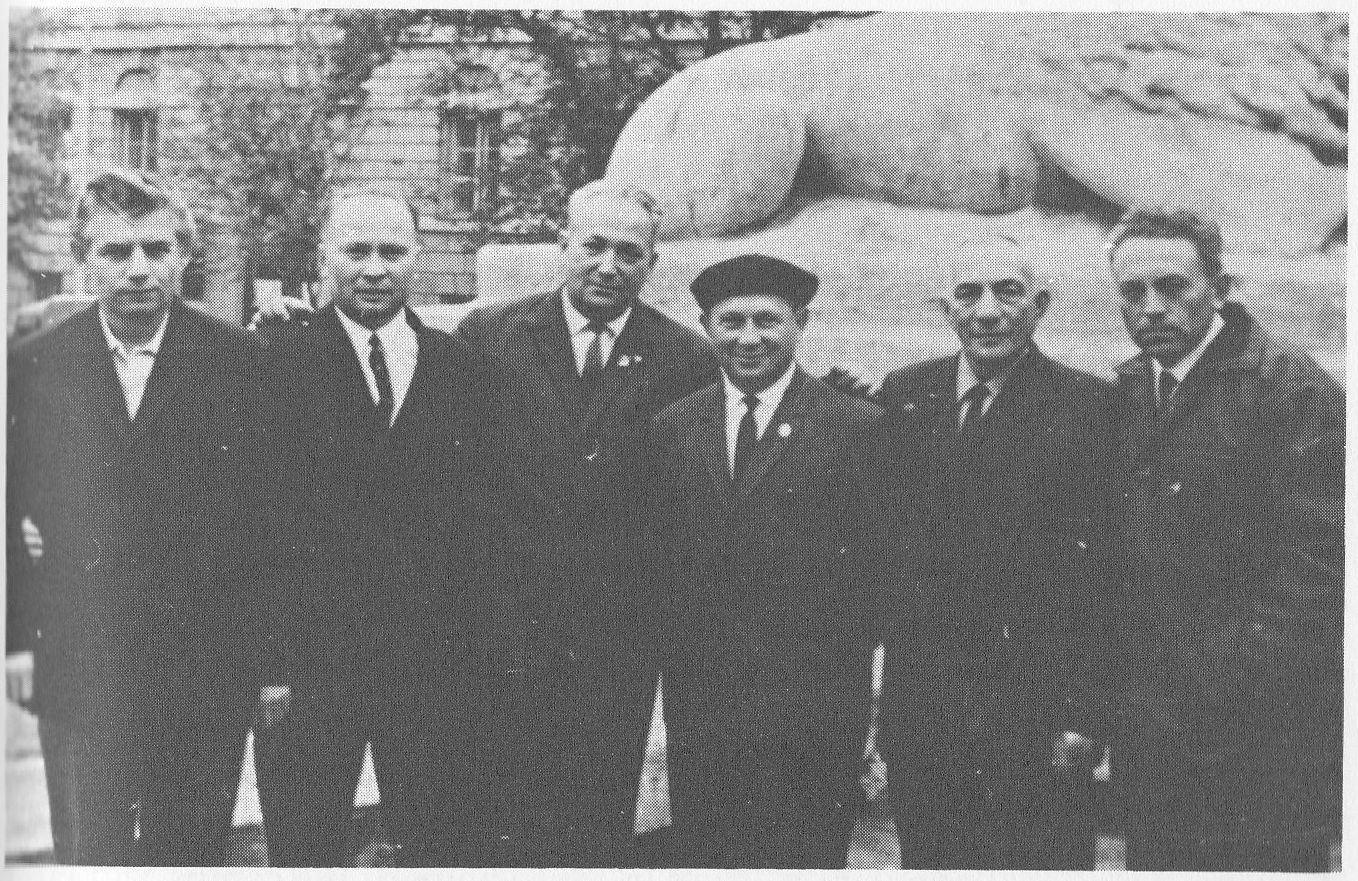
Związek Radziecki, lata 70. Spotkanie byłych jeńców – więźniów Sobiboru. Od lewej do prawej J. Litwinowski, A. Wajspapir, A. Pieczerski, A. Wajcen, N. Płotnicki, S. Rozenfeld

W kwietniu 1944 roku oddział partyzancki, w którym walczył Aleksandr Pieczerski, nawiązał kontakt z Armią Czerwoną. Pieczerski został zdegradowany do stopnia szeregowca i zesłany do karnego batalionu. W sierpniu tegoż roku został ranny na polu walki. Dopiero gdy dowódca batalionu poznał prawdę o jego obozowych losach, uzyskał zgodę na wyjazd do Moskwy, gdzie złożył relację członkom Nadzwyczajnej Państwowej Komisji ds. Badania i Ścigania Zbrodni Nazistowskich. Ze względu na fakt, że w Związku Radzieckim pobyt w niemieckiej niewoli uznawany był za hańbiący występek, przywódca powstania w Sobiborze był po wojnie szykanowany. Został aresztowany i spędził kilka miesięcy w więzieniu. Po wyjściu na wolność przez kilka lat pozostawał bezrobotny.
Po zakończeniu niemieckiej okupacji Leon Feldhendler zamieszkał w Lublinie. Zawarł także związek małżeński. W kwietniu 1945 roku został śmiertelnie postrzelony w swoim mieszkaniu. W zachodnich publikacjach winą za jego śmierć są obarczani „polscy antysemici”. Prawdopodobnie Feldhendler był jednak przypadkową ofiarą zamachu, który podziemie antykomunistyczne przeprowadziło na funkcjonariusza Urzędu Bezpieczeństwa, Hersza Blanka. Nie można także wykluczyć motywów rabunkowych.

## Epilog
Esesmani zabici w czasie powstania zostali pochowani z honorami wojskowymi na niemieckim cmentarzu wojennym w Chełmie. Jako że wielu zabitych było pracownikami Kancelarii Führera, w pogrzebie wzięli udział przedstawiciele tej instytucji.
W raportach Polskiego Państwa Podziemnego odnotowano bunt w Sobiborze. 25 października Delegatura Rządu na Kraj wysłała depeszę do polskiego rządu w Londynie, informując, że „Żydzi w heroicznej walce z Niemcami zniszczyli miejsce kaźni”. Bardziej szczegółowe informacje znalazły się w „Aneksie” nr 61 z 30 listopada, opracowanym przez Wojskowe Biuro Historyczne KG AK. Podano tam m.in. informację, że około 200 więźniów zginęło w czasie forsowania pola minowego, a kolejnych sześćdziesięciu zabito w czasie obławy. O powstaniu pisała podziemna prasa – zarówno komunistyczna, jak i związana z Polskim Państwem Podziemnym.
Bunt więźniów przesądził o dalszym losie obozu. Reichsführer-SS Heinrich Himmler zrezygnował z planów przekształcenia Sobiboru w miejsce magazynowania i naprawy zdobycznej broni sowieckiej, postanawiając zlikwidować obóz i zatrzeć wszelkie ślady po jego istnieniu. Ze względu na fakt, że wszystkich Żydów, którzy pozostali w obozie, zamordowano dzień po powstaniu, zadanie to powierzono grupie ok. 200 Żydów, których na przełomie października i listopada 1943 roku w dwóch transportach przywieziono ze zlikwidowanego obozu zagłady w Treblince. Więźniowie przez kilka tygodni zajmowali się rozbiórką budynków i ogrodzeń obozowych, demontażem urządzeń, zacieraniem śladów po masowych grobach. Pracowali także przy wywózce zrabowanych dóbr oraz broni i amunicji magazynowanej w obozie IV. Pod koniec listopada lub na początku grudnia, gdy najważniejsze prace zostały zakończone, wszystkich Żydów rozstrzelano.
Obawa przed powtórzeniem buntów takich jak w Treblince, a w szczególności w Sobiborze, była przyczyną, dla której Niemcy zdecydowali się przeprowadzić akcję „Dożynki”, czyli wymordować blisko 42 tys. Żydów przetrzymywanych w obozie koncentracyjnym na Majdanku oraz w obozach pracy w Trawnikach i Poniatowej.
14 października 1993 roku, w 50. rocznicę powstania, otwarte zostało Muzeum Byłego Hitlerowskiego Obozu Zagłady w Sobiborze.

## W kulturze
Bunt więźniów Sobiboru został ukazany w brytyjskim filmie telewizyjnym Ucieczka z Sobiboru (ang. Escape from Sobibor) z 1987 roku. W filmie, którego reżyserem był Jack Gold, wystąpili m.in. Rutger Hauer (w roli Aleksandra Pieczerskiego), Alan Arkin (w roli Leona Feldhendlera) i Joanna Pacuła (w roli „Luki” – przyjaciółki Pieczerskiego).
O powstaniu więźniów Sobiboru opowiada również rosyjski film Sobibór (ros. Собибор) z 2018 roku. W filmie, którego reżyserem był Konstantin Chabienski, wystąpili m.in. sam Chabienski (w roli Aleksandra Pieczerskiego), Christopher Lambert (w roli Karla Frenzla), Felice Jankell (w roli „Luki”), Wolfgang Cerny (w roli Gustava Wagnera) i Michalina Olszańska.